# Ławki (rejon miorski)
Ławki – dawna kolonia. Tereny, na których leżała, znajdują się obecnie na Białorusi, w obwodzie witebskim, w rejonie miorski, w sielsowiecie Miory.

## Historia
W czasach zaborów w gminie Czeress, w powiecie dzisieńskim, w guberni wileńskiej Imperium Rosyjskiego. 
W latach 1921–1945 kolonia leżała w Polsce, w województwie wileńskim, w powiecie dziśnieńskim, od 1926 w powiecie brasławskim, w gminie Czeress a od 1927 w gminie Miory.
Według Powszechnego Spisu Ludności z 1921 roku zamieszkiwało tu 29 osób, 7 było wyznania rzymskokatolickiego, 7 prawosławnego, a 15 mojżeszowego. Jednocześnie wszyscy mieszkańcy zadeklarowali białoruską przynależność narodową. Było tu 6 budynków mieszkalnych. W 1931 w 6 domach zamieszkiwały 34 osoby.
Wierni należeli do parafii rzymskokatolickiej w Miorach i prawosławnej w m. Czeress. Miejscowość podlegała pod Sąd Grodzki w Druji i Okręgowy w Wilnie; właściwy urząd pocztowy mieścił się w Miorach.